# ASm Be 4/8
Die Be 4/8  der Aare Seeland mobil (ASm) sind dreiteilige elektrische Niederflur-Gelenkzüge des Triebzugtyps Star (Schmalspur-Triebzug für attraktiven Regionalverkehr) vom Hersteller Stadler Rail für die Strecken Solothurn–Niederbipp, Langenthal–Niederbipp–Oensingen und Langenthal–St. Urban in der Schweiz.

## Geschichte
Um vorhandenes, 40-jähriges Rollmaterial zu ersetzen und die damals geplante Verlängerung nach Oensingen sicherzustellen, bestellte die ASm im Jahr 2005 drei 39 Meter lange Triebzüge Be 4/8 zusammen mit zwei zusätzlichen GTW Be 2/6 für die Strecke Biel–Täuffelen–Ins. Weil der GTW wegen den engen Kurven mit 35 Metern Radius die Bedingungen nicht erfüllte, musste entweder eine vorhandene Grundkonstruktion (TB Be 4/8, Spatz oder deren Vorgänger) adaptiert oder ein neues Konzept entwickelt werden. Stadler entschied sich insbesondere aus strategischen Gründen für die zweite Variante und konstruierte den Star.

## Technik

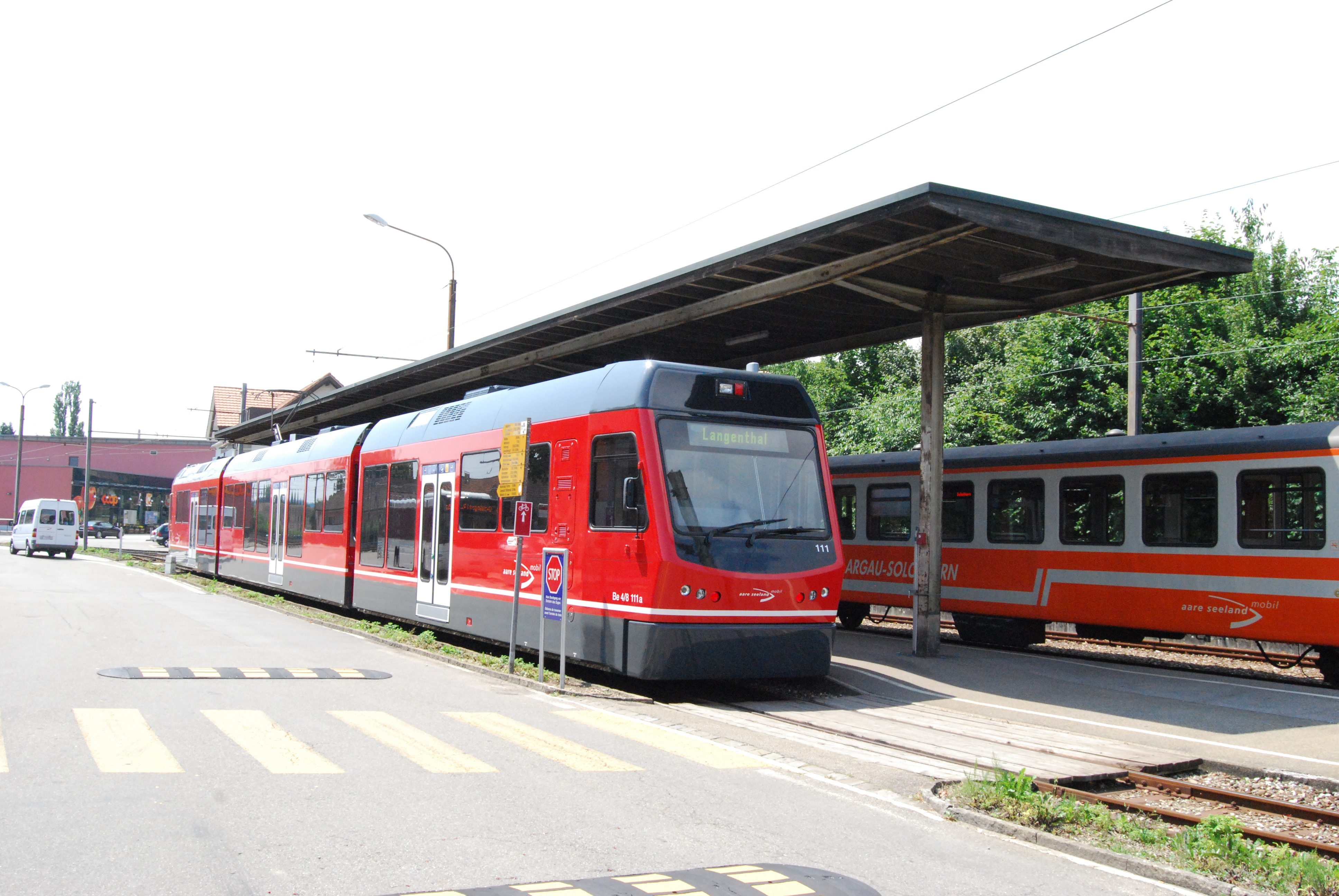
Die Be 4/8 lösten das alte Rollmaterial (rechts) des „Bipperlisi“ ab.

Das Konzept des Stars wurde vom normalspurigen Stadler Flirt abgeleitet. Die Triebzüge bestehen aus zwei Niederflur-Triebköpfen an den Enden, die am nicht angetriebenen Mittelwagen aufgesattelt sind. Die elektrische und pneumatische Ausrüstung befindet sich wie beim Flirt auf dem Dach und direkt hinter dem Führerstand über dem Triebdrehgestell. Auf Jakobsdrehgestelle wie beim Flirt wurde verzichtet, weil damit bei Meterspurfahrzeugen keine niederflurigen Wagenübergänge erreichbar sind. Die Fahrzeuge erfüllen sowohl die Anforderungen an Eisenbahn- als auch an Strassenbahnfahrzeuge. Der Wagenkasten ist aus Aluminium-Strangpressprofilen geschweisst und zu einem Teil verschraubt. Wegen der für Eisenbahnfahrzeuge geforderten Kastendruckkraft von 800 kN und den engen Kurvenradien musste ein neues Kastengelenk entwickelt werden, denn Gelenke aus dem Trambereich sind nur für eine Längsdruckkraft von 400 kN ausgelegt. 
Der Star zeichnet sich durch ein hohes Leistungs- und Beschleunigungsvermögen sowie grosse Niederflurbereiche im Fahrgastraum aus. Zwei redundante Triebdrehgestelle an den Enden erlauben beim Ausfall eines Antriebsstrangs eine Weiterfahrt. Klimaanlage, luftgefederte Trieb- und Laufdrehgestelle und ein Fahrgastinformationssystem dienen dem Komfort von Fahrgästen und Triebfahrzeugführer. Bis zu drei Triebzüge könnten in Vielfachsteuerung verkehren. Da die ASm keinen Bedarf für Mehrfachtraktionen hat, wurde an der Front ein Rammbalken eingebaut, der bei Kollisionen schützt. Hinter dem Rammbalken ist eine Steifkupplung vorhanden, in die zum Abschleppen Kuppelstangen eingehängt werden könnten. Die Züge sind vorbereitet für einen späteren Einbau von Schwab-Kupplungen.
Das Fahrzeugkonzept des Star diente als Vorbild für die ABe 4/8 Diamant der BDWM Transport.

## Namen

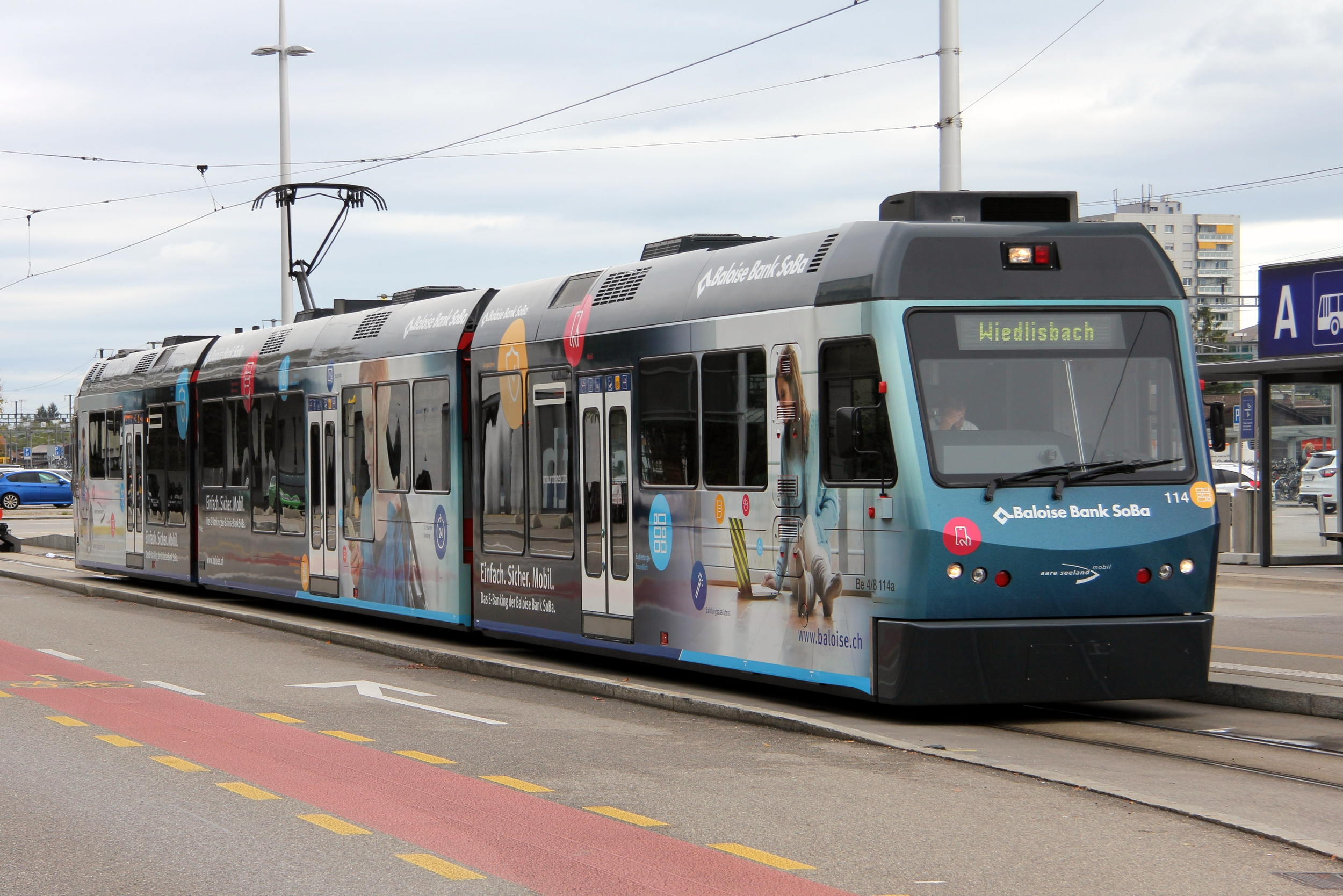
Der Be 4/8 114 trägt einen Werbeanstrich der Baloise Bank SoBa.

| Betriebsnummer | Name    |
| -------------- | ------- |
| 110            | Merkur  |
| 111            | Jupiter |
| 112            | Venus   |
| 113            | Mars    |
| 114            | Saturn  |
| 115            | Neptun  |